# Коркутели
Коркутели (тур. Korkuteli) — район и город в Турции в провинции Анталья.

## География
Город Коркутели расположен в юго-западной части Анатолии, на холмах западных отрогов Тавра, в 60 километрах северо-западнее города Анталья. Административный центр одноимённого округа, входящего в провинцию Анталья. Численность населения города составляет 19 767 человек (на 2008 год). Численность населения округа Коркутели — 49 533 человека (на 2008 год). Площадь округа равна 2536 км². Плотность населения — 20 чел./км². На холмах в окрестностях Коркутели раскинулись пиниевые рощи, невдалеке находится побережье Средиземного моря.

## История
В древности город носил название Исионда и был расположен в малоазийской области Писидия. Нынешнее название происходит от имени османского принца Коркута, убитого в одной из местных пещер своим братом, султаном Селимом I.

## Города-партнёры
- Яроцин